# Буферизация (информатика)
Буферизация (от англ. buffer) — метод организации обмена, в частности,  ввода и вывода данных в компьютерах и других вычислительных устройствах, который подразумевает использование буфера для временного хранения данных. При вводе данных одни устройства или процессы производят запись данных в буфер, а другие — чтение из него, при выводе — наоборот. Процесс, выполнивший запись в буфер, может немедленно продолжать работу, не ожидая, пока данные будут обработаны другим процессом, которому они предназначены. В свою очередь, процесс, обработавший некоторую порцию данных, может немедленно прочитать из буфера следующую порцию. Таким образом, буферизация позволяет процессам, производящим ввод, вывод и обработку данных, выполняться параллельно, не ожидая, пока другой процесс выполнит свою часть работы. Поэтому буферизация данных широко применяется в многозадачных ОС.
Буферизация по принципу своего построения бывает прозрачная (пример — кэширование диска на запись, когда процессы или устройства не подозревают о существовании процедуры буферизации между ними), и непрозрачная, когда сторонам для совершения обмена требуются знания о буфере. Наглядный пример. С бумажными почтовыми отправлениями совершается инкапсуляция в мешки с почтой, далее - в вагоны поездов, автомобили и прочие транспортные средства. Отправитель же и получатель обязаны знать только один уровень буферизации — почтовые ящики. Остальные уровни прозрачны для пользователя!
Термины «прозрачная» и «непрозрачная» буферизация не совсем удачны, поскольку могут несколько сбивать с толку. В качестве более удачных можно было бы предложить термины, соответственно, «невидимая» и «видимая» буферизация.

## Применение буферизации
Различные виды буферизации применяются в компьютерной графике, для обработки и вывода на экран изображений (см. двойная и тройная буферизация), причём они могут быть реализованы как аппаратно, так и программно.

### Буферизация в аппаратном обеспечении
- Оперативная память модема используется для буферизации принимаемых и передаваемых данных.

### Буферизация в программном обеспечении
- При выводе на печать в многозадачных ОС происходит буферизация файлов в очереди печати.